# Berglärkor
Berglärkor (Eremophila) är ett litet fågelsläkte i familjen lärkor inom ordningen tättingar. Släktet omfattar endast två arter, det enda i familjen med utbredning i Nord- och Sydamerika, förutom i stora delar av Europa, Nordafrika och norra Asien:
- Berglärka (E. alpestris)
- Ökenberglärka (E. bilopha)

Nyligen utförda DNA-studier ger vid handen att vissa av berglärkans underarter står närmare ökenberglärkan. Det skulle innebära antingen att berglärkan delas upp i flera arter eller att ökenberglärkan förlorar sin artstatus. Resultaten har dock ännu inte lett till några taxonomiska förändringar.